# Municipio de Skree
El municipio de Skree (en inglés: Skree Township) es un municipio ubicado en el condado de Clay en el estado estadounidense de Minnesota. En el año 2010 tenía una población de 159 habitantes y una densidad poblacional de 1,81 personas por km².

## Geografía
El municipio de Skree se encuentra ubicado en las coordenadas 46°46′5″N 96°21′37″O / 46.76806, -96.36028. Según la Oficina del Censo de los Estados Unidos, el municipio tiene una superficie total de 87.69 km², de la cual 87,08 km² corresponden a tierra firme y (0,69 %) 0,61 km² es agua.

## Demografía
Según el censo de 2010, había 159 personas residiendo en el municipio de Skree. La densidad de población era de 1,81 hab./km². De los 159 habitantes, el municipio de Skree estaba compuesto por el 98,74 % blancos, el 0,63 % eran amerindios y el 0,63 % eran de una mezcla de razas. Del total de la población el 0,63 % eran hispanos o latinos de cualquier raza.